# Mary e il gigante
Mary e il gigante (Mary and the Giant) è un romanzo di Philip K. Dick, scritto tra il 1953 e il 1955 e pubblicato postumo nel 1987. Appartiene ai romanzi realistici (mainstream) dello scrittore statunitense.

## Trama
La storia si svolge nel 1953 a Pacific Park, una cittadina della California meridionale. Joseph Schilling arriva in città e apre un negozio di dischi, seguito dagli amici Danny e Beth Coombs. Mary Anne Reynolds ha un colloquio con Joseph per un posto da commessa nel negozio, ma rifiuta quando l'uomo la tocca. Mary lascia la casa dei genitori (soprattutto perché il padre ha abusato di lei qualche tempo prima), ed è il suo amante, il cantante da night di colore Carleton Tweaney, a trovarle un posto dove dormire. Beth, una donna estroversa che ha avuto una relazione con Joseph, conosce Carleton e finisce a letto con lui. Danny cerca di sparare al cantante, ma durante una scena movimentata cade e muore. Mary Anne decide di andare a lavorare per Joseph, ben sapendo dell'attrazione che l'uomo (cinquantottenne) prova per lei, e alla fine i due hanno un rapporto nella cantina del negozio di dischi. Joseph aiuta la ragazza a trovare un appartamentino in affitto e a ridipingerlo, ma prima di traslocare in quell'alloggio, la ragazza decide di affittare un altro appartamento nel quartiere nero della cittadina. La storia si chiude un anno dopo, quando troviamo Mary sposata con Paul Nitz, il pianista che solitamente accompagnava Carleton, dal quale ha avuto un figlio.

## Edizioni
- Philip K. Dick, Mary and the Giant, Arbor House, 1987.
- Philip K. Dick, Mary e il gigante, traduzione di Tommaso Pincio, collana Collezione Immaginario Dick n° 3, Fanucci, 2000,  p. 288.
- Philip K. Dick, Mary e il gigante, collana Collezione Dick, Fanucci, 2007,  p. 256. Edizione speciale venticinquesimo anniversario